# Guerres d'Italie
Pour les articles homonymes, voir Guerre d'Italie.
 (février 2008).
Les guerres d'Italie sont une suite de onze conflits menés par les souverains français en Italie à partir de la fin du XVe siècle et au cours du XVIe siècle pour faire valoir ce qu'ils estimaient être leurs droits héréditaires sur le royaume de Naples, puis sur le duché de Milan. Par un jeu complexe d'alliances et de contre-alliances reposant en partie sur des liens de parenté et au prix d'efforts financiers considérables et de nombreuses campagnes militaires, les grandes puissances européennes s'affrontèrent sur le champ de bataille italien marqué par des batailles de rencontre et des batailles rangées célèbres, mais aussi sur d'autres territoires.
Ces conflits voient s'opérer une mutation importante dans l'art de faire la guerre, que l'historiographie a longtemps qualifié de révolution militaire (en) de l'époque moderne. Sur le plan culturel, ces guerres contribuent à la diffusion du modèle italien de la Renaissance dans l'ensemble de l'Europe.

## Origines
Le royaume de Naples est revendiqué par la maison d'Anjou, maison cadette des Capétiens, depuis que Jeanne Ire de Naples a adopté Louis Ier d'Anjou en 1380, lui faisant hériter de sa couronne à sa mort en 1382, et que Jeanne II de Naples a réitéré ces droits en faisant hériter René Ier d'Anjou, petit-fils de Louis Ier d'Anjou, en 1435. Ni l'un ni l'autre n'ont jamais pu prendre le contrôle effectif de Naples car, la première fois, une branche cousine de Jeanne Ire a récupéré Naples et, la seconde fois, en 1442, l'Aragon avec le roi Alphonse V en prend le contrôle. La maison d'Anjou essaie alors sans relâche d'en reprendre possession. René d'Anjou meurt en 1480. Ses droits sur le royaume de Naples passèrent à son neveu Charles V du Maine, puis, à sa mort, au royaume de France, où règne Louis XI dont il fait son héritier, puis, à partir de 1483, Charles VIII.
Charles VIII doit faire d'importantes recherches dans les archives pour prouver le bien-fondé de ses prétentions, d'autant plus que la maison d'Anjou a perdu ses possessions napolitaines en 1442. Ce legs comprend aussi le royaume de Jérusalem, qui est occupé par les Mamelouks jusqu'en 1517. Trois traités assurent à la France la neutralité des partis concurrents : neutralité de l'Angleterre par le traité d'Étaples en 1492, puis celle de l'Espagne par le traité de Barcelone en 1493 (Ferdinand II d'Aragon récupère le Roussillon et la Cerdagne), enfin celle de l'empereur Maximilien par le traité de Senlis en 1493. Par ces derniers accords, Charles VIII renonce à la Franche-Comté, dot de sa promise Marguerite d'Autriche (fille de Maximilien) avec laquelle il rompt dès lors ses fiançailles.
En 1486, certains barons du royaume de Naples, restés fidèles aux Angevins, se révoltent. Vaincus, ils se réfugient en France. Les monarques français essayent alors de faire valoir leurs droits pendant près de 60 ans.
Charles VIII est en outre incité à se rendre en Italie par Ludovic le More, tuteur du duc de Milan Jean Galéas Sforza. Ludovic le More est inquiet de la rupture possible de l'équilibre en Italie : l'alliance formée dès 1467 par Florence, Milan et Naples, pour lutter contre la puissance vénitienne, bat de l'aile et Pierre l'Infortuné, le successeur de Laurent le Magnifique, se rapproche du royaume de Naples.
Le casus belli du conflit était la rivalité qui a surgi entre la duchesse de Bari, Béatrice d’Este, épouse de Ludovico, et la duchesse de Milan, Isabelle d’Aragon, épouse de Jean Galéas Sforza, qui aspiraient tous deux au contrôle du duché de Milan et au titre héréditaire pour leurs enfants. Quand, en janvier 1493, Béatrice donna naissance à Hercule Maximilien, elle voulut qu’il soit nommé comte de Pavie - titre appartenant exclusivement à l’héritier du trône - à la place du fils d’Isabelle. Cette dernière, se sentant menacée, demanda l’intervention de son père Alphonse d’Aragon qui, montant sur le trône de Naples après la mort de son père Ferrante, n’hésita pas à venir à la rescousse de sa fille. De là vint la réaction de Ludovico qui, en réponse aux menaces d’Alphonse, qui avait occupé la ville de Bari, donna carte blanche au monarque Français pour intervenir en Italie,.
En outre, le projet de Charles VIII est discrètement soutenu en Italie par une faction, à la tête de laquelle se trouve « le cardinal Giuliano della Rovere le futur Jules II, [qui] comptait sur l'appui des Français pour faire déposer le pape régnant Alexandre VI Borgia ».

## Les premières guerres d'Italie: deCharlesVIIIà Marignan

### Première guerre d'Italie (1494-1497)

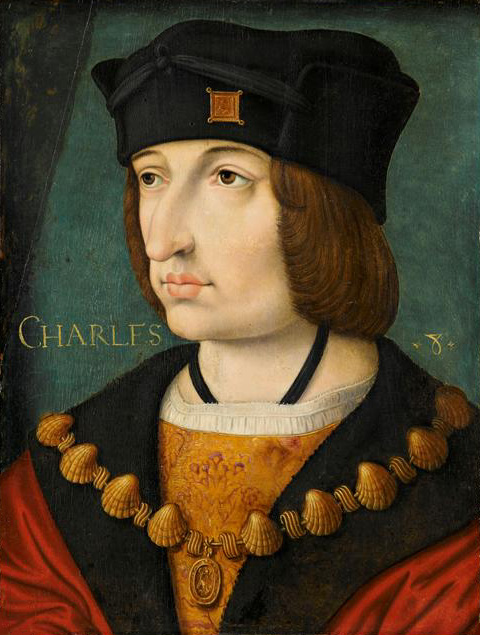
Portrait de Charles VIII (roi de France), huile sur panneau de bois, école française du XVIe siècle, Chantilly, musée Condé.

Guerres de la France au XVe siècle 
Batailles
- Seminara
- Fornoue

#### Objectifs de Charles VIII en 1494
Il s'agit de se rendre maître du royaume de Naples, puis d'entreprendre une croisade contre l'Empire ottoman de Bajazet II, afin de reconquérir Jérusalem.

#### L'armée française à l'entrée en Italie (septembre 1494)
Allié au duché de Milan, Charles VIII, parti de Lyon, arrive à Grenoble et franchit le col de Montgenèvre le 2 septembre 1494.
L'armée française qui pénètre en Italie est composée de la garde rapprochée du roi, formée par deux cents cavaliers, une cavalerie de 1 600 lances, 12 000 fantassins (dont 6 000 Suisses et 3 000 Gascons) et surtout une artillerie de 70 pièces, légères et maniables.

#### Succès initiaux: Asti, Romagne, Florence
Les Français avancent rapidement et atteignent la ville d'Asti le 9 septembre. Parallèlement, à Rapallo, près de Gênes, les troupes franco-milanaises commandées par Louis d'Orléans, appuyées par la marine française, mettent en déroute une armée de 5 000 Aragonais, fraîchement débarqués dans le port de Gênes. Victime de la petite vérole, Charles VIII ne peut pénétrer dans Gênes avant le 6 octobre.
L'armée française continue alors en direction de Naples : le 20 octobre, les Français prennent Mordano, en Romagne, et y massacrent civils et soldats ; le 26, c'est le bourg de Fivizzano qui subit le même sort. Les Italiens sont terrorisés, et après négociation, Florence est prise sans combat le 17 novembre. Charles VIII est accueilli par le dominicain Savonarole, maître de la ville, qui le salue comme l’envoyé de Dieu.

#### Rome (début 1495)
Les Français quittent la ville le 28 du même mois et entrent dans Rome le 31 décembre. Les Français, une fois dans la Ville éternelle, pillent, massacrent et le pape Alexandre VI est contraint d'accepter le serment d’obédience au roi. Charles VIII se fait remettre par le pape Alexandre le propre frère du sultan Bajazet, Djem. Celui-ci avait combattu sans succès Bajazet pour recueillir l'héritage de leur père, le sultan Mehmed II. Afin d'échapper à la vindicte de son frère, Djem avait d'abord trouvé refuge chez les hospitaliers de Saint-Jean de Jérusalem à Rhodes, et ceux-ci l'avaient ensuite confié au pape. Charles VIII comptait sur Djem pour rallier des musulmans à sa cause et combattre Bajazet. L'aventure n'a pas de suite, car Djem meurt quelques semaines plus tard.

#### Le royaume de Naples (février-mai 1495)
À la mi-février 1495, le roi Alphonse II (roi de Naples) abdique et Ferdinand II lui succède. Ce dernier doit fuir devant l'arrivée des troupes françaises le 22 février 1495. Des nobles italiens, nostalgiques de la période angevine et convaincus de la justesse des prétentions de Charles VIII, se rallient à lui avec leurs hommes d'armes (lavorata…) et agissent en condottieres. Ils se contentent de la solde du roi (8 d. pour un chevalier). L'occupation militaire de Naples est l'occasion pour de nombreux soldats de contracter un mal alors inconnu : la syphilis[réf. nécessaire].
L'arrogance de l'occupant français provoque l'hostilité de la population. En outre, une alliance anti-française se constitue dans le Nord, à l'instigation de Venise. Charles VIII décide de quitter Naples le 20 mai 1495 avec le gros de son armée. Gilbert de Montpensier, devenu vice-roi, y demeure à la tête d'une garnison française[réf. nécessaire].

#### Le retour difficile de Charles VIII: Fornoue, Novare
Resté en Lombardie avec une partie des troupes, Louis d'Orléans, bien qu'ayant reçu l'ordre de ne pas attaquer le duc de Milan Ludovic le More, ne peut résister à l'envie de s'emparer de Novare, qui lui fut donnée pour trahison. Il y entre le 11 juin 1495 et y est très bien reçu par les habitants. La dépression nerveuse de Ludovic (frappé, semble-t-il, par un accident vasculaire cérébral), l’ambiguïté des alliés et le manque d’argent pour la solde des troupes semblèrent d’abord renverser la situation en faveur du duc d’Orléans. Mais, l’intervention rapide de la duchesse Béatrice d’Este, qui avait repris le gouvernement du duché et relancé le siège de Novare, rétablit l’ordre, mettant un terme à l'entreprise d’Orléans,.
Le retour vers la France de Charles VIII s'effectue dans des conditions difficiles. Le roi, ayant quitté Naples avec une armée diminuée (il n'a plus que 9 000 hommes avec lui), fait traverser à grand-peine les Apennins à son artillerie et arrive près de Fornoue le 5 juillet. Rattrapé par l'armée coalisée, forte de 35 000 hommes et commandée par le marquis de Mantoue, François II de Mantoue, Charles VIII est obligé d'accepter le combat. Le 6 juillet se déroule la bataille de Fornoue où les Français, malgré leur infériorité numérique, remportent une victoire leur permettant de poursuivre leur retraite.
L'armée arrive à Asti dans un état de délabrement certain. Louis d'Orléans, enfermé avec ses troupes dans Novare par les 30 000 hommes de Ludovic le More et en proie à la famine, appelle à l'aide son cousin, qui part à son secours sans lui tenir rigueur de son insubordination.
Des négociations s'ouvrent entre les deux parties, qui conduisent à la paix de Verceil, signée le 9 octobre 1495. Louis d'Orléans évacue Novare avec ses 5 500 hommes majoritairement suisses dont un grand nombre, trop affaiblis, meurent peu après. Le traité de Verceil accorde au roi de France des espérances chimériques, et laisse en réalité le champ libre au duc de Milan.

#### L'intervention de Ferdinand d'Aragon dans le royaume de Naples
Pendant ce temps, les Français laissés sur les débris du royaume de Naples combattent pour en conserver la possession. Ferdinand II débarque en Calabre et les assiège dans Naples. Montpensier s'enferme dans les châteaux en attendant les secours de France. Ceux-ci tardent à arriver : Ludovic le More ne tient pas son engagement d'envoyer une flotte pour acheminer leurs troupes vers Naples et Charles VIII est à court d'argent. Le coût de son expédition en Italie aurait dû être partiellement couvert par des dons des Florentins, dons conditionnés au retour sous leur contrôle des places fortes prêtées au roi. Ces places fortes sont finalement vendues à Lucques, Venise, Gênes ou Pise, après la trahison du commandant français en Toscane, Robert de Balzac. Charles VIII se voit donc contraint de rembourser les prêts florentins, et ne reçoit pas de nouveaux fonds de cette ville.
Gilbert de Montpensier, en désespoir de cause, embarque avec la quasi-totalité de sa garnison et se rend à Salerne. L'armée du comte, composée en grande partie de mercenaires allemands et italiens, manquant souvent de vivres et n'ayant pas reçu sa solde depuis fort longtemps, se laisse enfermer par Ferdinand II dans la petite ville d'Atella. Une partie des mercenaires allemands fait défection, poussant les Français à la capitulation. L'armée française retenue prisonnière est décimée par la maladie et la faim.
L'Espagne, engagée dans la ligue de Venise en violation du traité de Barcelone, attaque le Languedoc à plusieurs reprises courant 1496. Des négociations en vue d'obtenir une paix séparée avec l'Espagne occupent une partie de l'année 1495, toute l'année 1496 et le début de 1497, aboutissant à la signature de la trêve d'Alcalá de Henares le 24 novembre 1497.

#### Bilan de la première campagne d'Italie
Charles VIII, toujours désireux de reconquérir le royaume de Naples, entretient des intelligences avec les princes d'Italie dont les États peuvent lui ouvrir de nouveau le chemin de ce royaume. Le duc d'Orléans contribue cependant à faire naître des obstacles aux projets du roi, qui meurt en 1498 sans assouvir ses rêves de revanche.
Charles VIII a donc abandonné le Roussillon et la Cerdagne, le Conflent et le Vallespir aux Espagnols par le Traité de Barcelone de 1493 sans rien obtenir en échange. Cette expédition en Italie est donc un échec politique et stratégique.

### Deuxième guerre d'Italie (1499-1500): prise de Milan

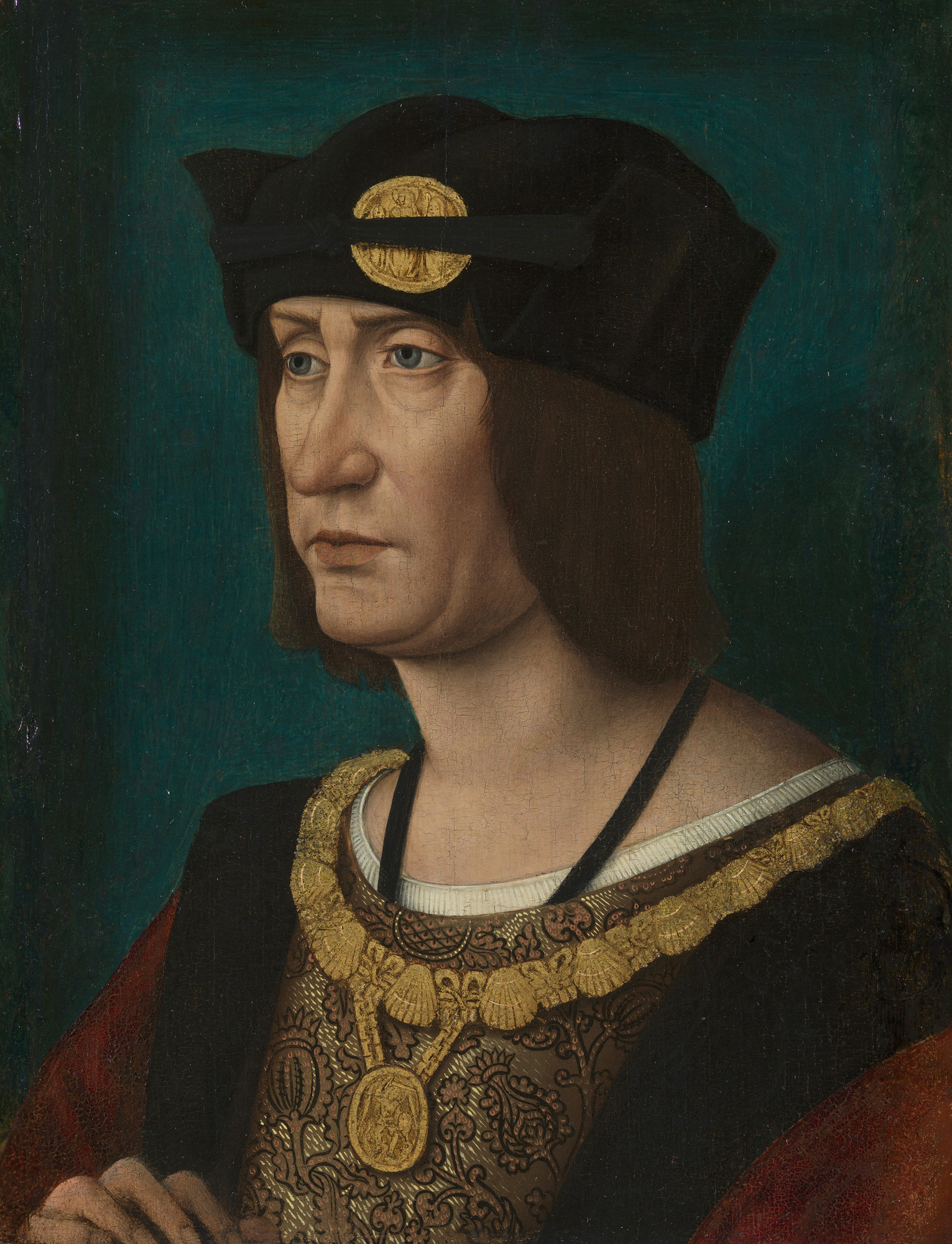
Portrait de Louis XII,
huile sur panneau de bois par Jehan Perréal, château de Windsor, vers 1514.

Guerres de la France au XVe siècle 
Batailles
- Forlì (it) (1499 - 1500)
- Novare (1500)

#### Objectifs de Louis XII
Louis d'Orléans, devenu Louis XII, hérite des droits des Valois sur le royaume de Naples.
Mais il estime surtout en avoir sur le duché de Milan, du fait de sa grand-mère Valentine Visconti. Conseillé par le cardinal-archevêque de Rouen, Georges d'Amboise, Louis XII prépare minutieusement sa campagne contre le duché de Milan, toujours gouverné par Ludovic Sforza (Ludovic le More).

#### Préparatifs diplomatiques
Il se rapproche d'abord des Borgia afin d'obtenir l'accord du pape Alexandre VI à l'annulation de son mariage avec Jeanne de France en vue d'un remariage avec Anne de Bretagne, veuve de Charles VIII, afin de conserver le duché de Bretagne. César Borgia ayant apporté la bulle pontificale d'annulation, Louis XII le fait duc de Valentinois (érigé en duché-pairie), ainsi que la main de Charlotte d'Albret, sœur du roi de Navarre, ce qui satisfait le pape, soucieux de placer les membres de sa famille à l'échelle européenne.
Louis XII se rapproche aussi de la république de Venise, avec qui il signe le traité de Blois (2 février 1499), par lequel il lui promet la région de Crémone si elle intervient aux côtés de la France.
Le 16 mars 1499 est signé le traité de Lucerne entre la France et les cantons suisses confédérés.
Enfin, il conclut des accords avec le roi Henri VII d'Angleterre et Philippe le Beau, souverain des Pays-Bas bourguignons, époux de l'héritière présomptive de Castille et d'Aragon, Jeanne de Castille ; Philippe le Beau est aussi le fils de Maximilien d'Autriche, qui s'est remarié en 1494 avec Blanche-Marie Sforza, mais qui n'est pas pour autant un grand ami de Ludovic (oncle de Blanche-Marie), usurpateur du duché de Milan en 1497.
Le duc de Milan se trouve ainsi totalement isolé.

#### La guerre contre le duc de Milan
Les Français sont commandés par « un condottiere de haut vol », Jacques de Trivulce. Celui-ci se dirige vers Milan tandis que Louis XII se dirige vers Gênes.
Trivulce attaque Milan en même temps que les Vénitiens (juillet 1499). Ludovic le More, attaqué sur deux fronts et sans l’aide valable de sa femme[pas clair] Béatrice, morte en 1497, préfère se réfugier avec ses enfants dans le comté de Tyrol, possession héréditaire de Maximilien d'Autriche. Trivulce occupe Milan le 2 septembre 1499.
Gênes tombe également aux mains du roi de France qui rejoint Trivulce à Milan, puis repart pour son royaume, laissant le duché à la garde de son général.
Mais Ludovic Sforza reconstitue une armée et reprend Milan en mars 1500. Louis XII envoie alors Louis II de La Trémoille et Georges d'Amboise en Italie. Les mercenaires de Ludovic le More n'ayant pas été payés refusent de combattre et livrent même leur chef aux Français à Novare le 10 avril 1500.
Ludovic Le More est emmené en captivité en France. Louis XII nomme Charles II d'Amboise de Chaumont gouverneur de Milan.

### Troisième guerre d'Italie (1501-1504): échec de la conquête de Naples
Guerres d'Italie
Batailles
- Capoue (1501)
- Seminara (25 décembre 1502)
- Barletta (13 février 1503)
- Ruvo (23 février 1503)
- Seminara (21 avril 1503)
- Cérignole (28 avril 1503)
- Garigliano (29 décembre 1503)

Une fois conquis le duché de Milan, Louis XII se tourne vers le royaume de Naples.

#### Préparatifs diplomatiques (1500)
Une fois encore, il obtient l'appui du pape Alexandre VI qui reproche au roi Frédéric Ier de Naples de s'être allié aux Turcs.
Le 11 novembre 1500, Louis XII signe le traité de Grenade avec Ferdinand II d'Aragon, traité qui prévoit le partage du royaume de Naples : les Pouilles et la Calabre pour l'Aragon, Naples, le Labour et les Abruzzes pour la France.

#### Victoire franco-aragonaise sur le roi de Naples (1501)
En 1501, Naples doit faire face à une double offensive franco-espagnole si bien que son roi capitule le 26 septembre 1501. Il se réfugie auprès du roi de France, qui lui attribue le titre de duc d'Anjou en contrepartie de son renoncement au royaume de Naples.
Durant le même temps, et avec l'accord de la France, César Borgia, fils d'Alexandre VI, prend possession de la totalité de la Romagne pontificale (1500), puis du duché d'Urbino (juin 1502). Louis XII s'oppose à ses velléités d'attaquer Florence.
Le 31 décembre 1502, il fait massacrer les barons de la famille Orsini à Senigallia.[pas clair]

#### Retournement des alliances (1502-1503)
Dans le royaume de Naples, l'occupation par les Français de certains territoires contestés entraîne un conflit avec Ferdinand II d'Aragon dès 1502.
Alexandre VI meurt en août 1503. Son successeur, Pie III, ne règne que quelques jours, et c'est un adversaire farouche des Borgia, Jules II, qui devient pape. César Borgia doit rendre les villes et forteresses qu'il occupe et fuit en Espagne, où il est emprisonné, puis finit par se réfugier dans le royaume de Navarre où il meurt en 1507.

#### Victoire des Aragonais et traité de Blois (1504)
Les défaites françaises de Seminara, de Cérignole et du Garigliano contre Gonzalve de Cordoue, entraînent la perte de Naples et, le 1er janvier 1504, la capitulation de Gaète.
En février 1504 est signé l'armistice de Lyon, complété en septembre de la même année par le traité de Blois, par lequel Louis XII renonce au royaume de Naples au profit de Ferdinand II d'Aragon, tout en conservant ses droits sur le Milanais et Gênes.
Louis XII a donc permis l'extension des États pontificaux et a permis l'installation des Espagnols à Naples.

### Quatrième guerre d'Italie (1508-1513)
Guerres d'Italie
Batailles
- Casaloldo (it) (10 mai 1509)
- Agnadel (14 mai 1509)
- Padoue (15 - 30 septembre 1509)
- Polesella (it) (22 décembre 1509)
- Monselice (1509-1510)
- Val Vestino (1510-1517)
- Villamarina (19 juillet 1510)
- Capo di Monte (8 septembre 1510)
- Mirandola (1510 - 1511) (it)
- Trévise (1511)
- Brescia (18 février 1512)
- Ravenne (11 avril 1512)
- Navarre (1512)
- Saint-Mathieu (10 août 1512)
- Blancs-Sablons (22 avril 1513)
- Brest (24 avril 1513)
- Novare (6 juin 1513)
- Guinegatte (16 août 1513)
- Dijon (8 - 13 septembre 1513)
- Flodden Field (9 septembre 1513)
- La Motta ou Creazzo (7 octobre 1513)

En 1508, le traité de Cambrai débouche sur la quatrième guerre d'Italie également appelée guerre de la Ligue de Cambrai. La ligue de Cambrai est dirigée contre Venise et regroupe la Papauté, qui veut récupérer quelques places de Romagne que Venise a occupées en 1504, la France, qui veut récupérer quelques places vénitiennes en Lombardie, et le Saint-Empire, qui veut récupérer quelques places dans le Frioul. En 1506, Jules II s'était déjà emparé seul de Pérouse et de Bologne.
Les Vénitiens refusent de céder à l'ultimatum papal et la guerre éclate en mai 1509. Les troupes françaises, commandées par Louis XII en personne, assisté par Trivulce et Charles II d'Amboise, franchissent la frontière lombarde le 9 mai et battent les Vénitiens de Bartolomeo d'Alviano à la bataille d'Agnadel le 14 mai.
Louis XII s'empare immédiatement des villes lombardes qui lui reviennent, Maximilien fait de même avec les siennes et Jules II occupe la Romagne.
Les troupes vénitiennes se ressaisissent toutefois et, le 15 juillet, les Vénitiens qui s'étaient fortifiés dans Trévise, reprennent Padoue sous les ordres d'Andréa Gritti. L'Empereur vient mettre le siège devant la ville le 15 septembre, mais doit le lever dix-sept jours plus tard.
Inquiet des progrès de Louis XII, le pape Jules II manifeste sa volonté de chasser les Français d'Italie. Le 24 février 1510, il lève l'excommunication de Venise et les troupes papales et vénitiennes combattent ensemble pour chasser les Français d'Italie, les Vénitiens reprenant progressivement leurs territoires sur la Terre Ferme.
En mai 1511, Louis XII prend Bologne et convoque un concile à Pise destiné à destituer le Pape. Jules II riposte par sa bulle Sacrosanctæ, convoquant un concile au Latran, en excommuniant les membres du concile de Pise.
Le 5 octobre 1511, le Pape forme la Sainte Ligue avec l'Espagne et Venise, puis l'Angleterre et les cantons suisses, contre la France.
Les troupes françaises, commandées par Gaston de Foix, parviennent toutefois à vaincre les troupes de la Ligue : celles-ci doivent lever le siège de Bologne, évacuer Brescia qu'elles avaient reprise et vainquent les troupes de la Ligue le 11 avril 1512 lors de la bataille de Ravenne. Gaston de Foix meurt cependant durant cette bataille et Jacques II de Chabannes de La Palice, son successeur, n'a pas ses talents de général ![réf. nécessaire].
Au lieu de marcher sur Rome, les troupes françaises perdent du temps en pillant Ravenne. Les troupes espagnoles et pontificales ont le temps de se ressaisir et les 18 000 soldats suisses arrivent en Lombardie. En juin 1512, les Français ont complètement évacué la Lombardie et Maximilien Sforza est placé sur le trône ducal à Milan.
Jules II meurt le 20 février 1513. Il laisse à son successeur Léon X une papauté très forte. Les Français, dirigés par La Trémoille et Trivulzio, lancent une nouvelle offensive et reprennent la plupart des villes du duché, dont Milan. Cette offensive est pourtant mise en échec à son tour, le 6 juin 1513, à la bataille de Novare, perdue contre les Suisses. Les troupes françaises évacuent une nouvelle fois le duché de Milan et repassent en France pour faire face à un nouveau danger.
Au nord, les Anglais lancent l'offensive à partir de Calais en Picardie, tandis que les Suisses lancent l'offensive en Bourgogne. La cavalerie française est battue à la bataille de Guinegatte le 16 août 1513 face aux Anglais d'Henri VIII. Ce dernier occupe ensuite Thérouanne. Les Suisses mettent le siège devant Dijon, épisode représenté et commémoré par la tapisserie Le Siège de Dijon par les Suisses en 1513. Au sud, Fadrique Álvarez de Toledo y Enríquez de Quiñones, deuxième duc d'Albe, commandant les Aragonais, lance l'offensive contre la Navarre. Il conquiert tout le pays au sud des Pyrénées, contraignant Jean d'Albret à faire retraite. Le 14 septembre, Louis II de La Trémoille signe le traité de Dijon par lequel il achète le départ des Suisses et abandonne ses prétentions sur l'Italie au nom du roi Louis XII. Ce dernier ne ratifie pas ce traité.
Louis XII a perdu l'Italie. La récupération de ces territoires est l'œuvre de son successeur, François Ier.

### Cinquième guerre d'Italie (1515-1516)
Guerres d'Italie
Batailles
- Gênes (mai 1515)
- Marignan (13 - 14 septembre 1515)

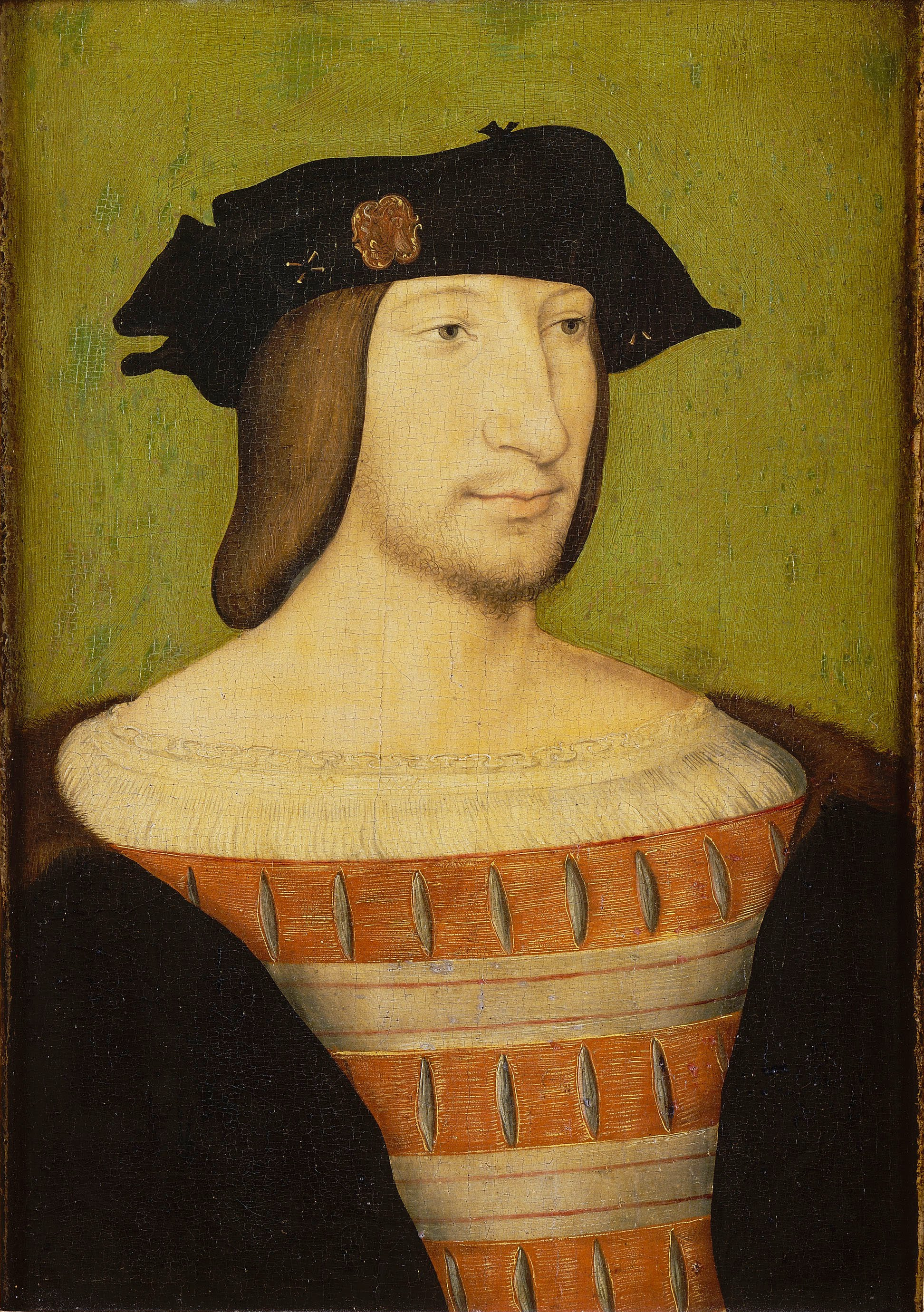
Portrait de François Ier (roi de France),
huile sur panneau de bois par Jean Clouet, musée Condé, vers 1515.

Sacré roi de France le 25 janvier 1515, François Ier rassemble de l'argent pour une nouvelle expédition en vue de reprendre le duché de Milan. Il est lui aussi descendant de Valentine Visconti, et veut sans tarder réoccuper Milan. Il signe des traités avec le roi d'Angleterre Henri VIII, le prince des Pays-Bas bourguignons Charles (futur Charles Quint) et la république de Venise.
Les Suisses tiennent le duché, au nom de son jeune duc Maximilien Sforza. Ils obtiennent le soutien, le 7 février 1515, de l'empereur Maximilien Ier de Habsbourg et de Ferdinand II d'Aragon pour la protection du Milanais. Le pape Léon X, plus soucieux de défendre les intérêts de sa famille à Florence, n'adhère à l'accord que le 15 juillet. En réalité, seuls les Suisses sont prêts à défendre le duc de Milan, l'empereur fermant les yeux sur l'engagement par François Ier de plus de 15 000 lansquenets allemands.
Les Suisses se préparent à l'invasion française en installant des garnisons dans le Piémont, aux débouchés traditionnels des armées françaises, Suse et Pignerol, par le col du Mont-Cenis et du Montgenèvre. Les Français prennent cependant une voie nouvelle pour venir en Italie, le col de Larche, et forcent ainsi les Suisses à faire retraite pour défendre la Lombardie.
Au cours de l'été, le roi de France promet aux Confédérés d'énormes sommes d'argent en échange de l'abandon du duché de Milan. Les Suisses hésitent, puis refusent. Suisses et Français s'affrontent alors les 13 et 14 septembre 1515 lors de la bataille de Marignan. Les Français sont vainqueurs et peuvent rapidement prendre le contrôle de l'ensemble de la Lombardie. Par le traité de Viterbe, le 13 octobre 1515, le pape Léon X reconnaît à François Ier son titre de duc de Milan. La France et la Papauté signent le 18 août 1516 le concordat de Bologne qui régira les rapports entre les deux puissances jusqu'à la Révolution française, renforçant le poids du roi dans l'Église gallicane.
Le 13 août 1516, Charles de Habsbourg, devenu roi d'Espagne à la mort de son grand-père Ferdinand II d'Aragon, reconnaît à la France la possession du Milanais, contre l'abandon de toute prétention française sur Naples : c'est la paix de Noyon.
Il fut plus difficile pour le roi de France de s'entendre avec les Suisses divisés. En janvier 1516, huit cantons décident d'accepter les conditions du roi, cinq autres autorisent l'empereur à recruter pour une nouvelle expédition en Italie. Finalement, le 29 novembre 1516, une paix perpétuelle est signée entre la Confédération et la France. Le roi de France pouvait de nouveau engager des Suisses dans son armée. Une paix durable semble s'installer en Italie.

## Les six guerres du duel François Ier/ Charles Quint

### Sixième guerre d'Italie (1521-1525)
Batailles
- Pampelune (1521)
- Noain
- Mézières (1521)
- Tournai (1521)
- La Bicoque
- Gênes (1522)
- Sesia
- Marseille (1524)
- Pavie (1525)

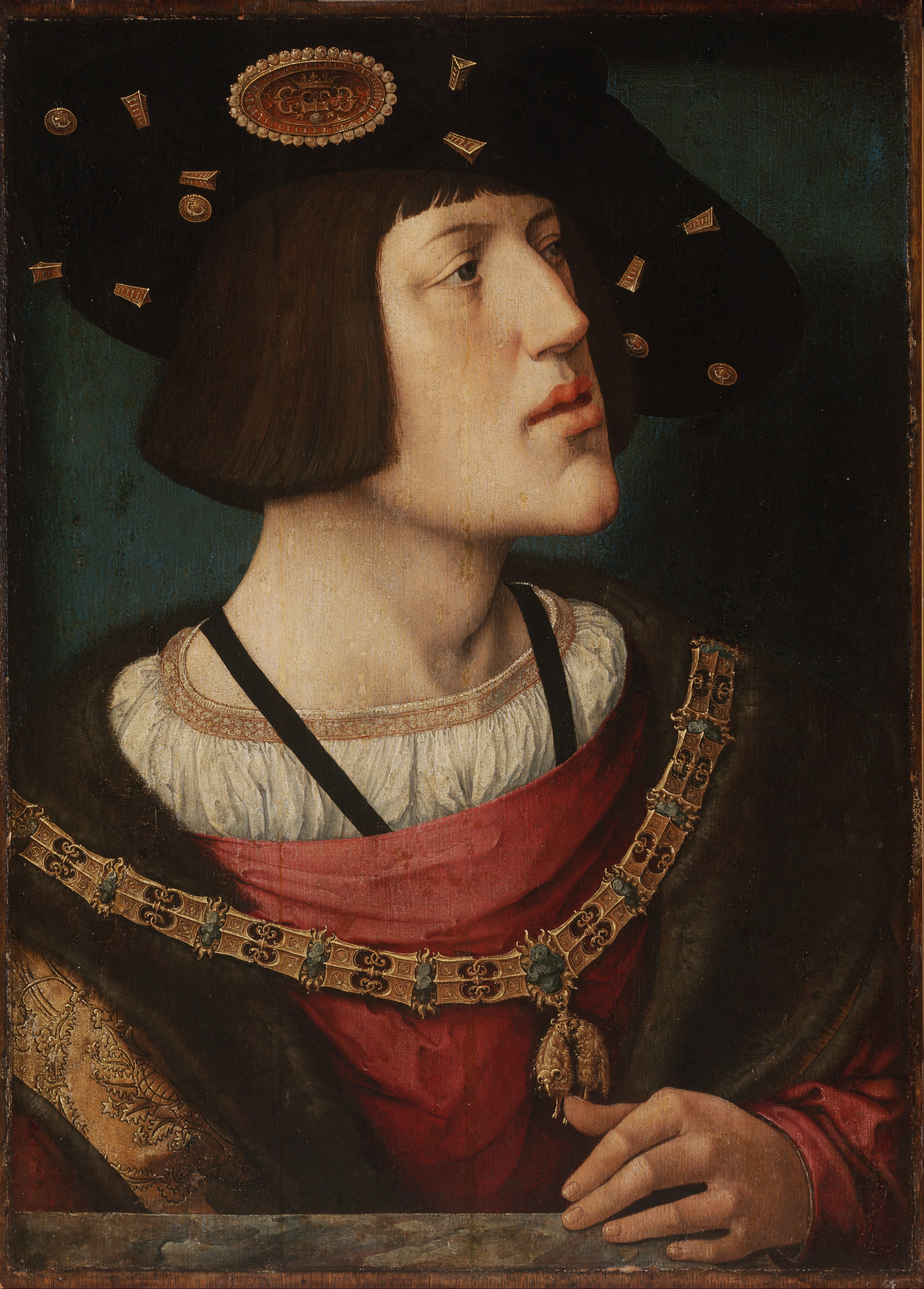
Portrait de l'empereur Charles Quint à l'époque de son élection à l'Empire (vers 1519).

À la suite de l'élection de Charles Quint à la tête du Saint-Empire, la France se retrouvait entourée par les États des Habsbourg, qui possédaient l'Espagne, l'Empire, les Pays-Bas et le royaume de Naples. Les affrontements ne se limitent plus à l'Italie, mais celle-ci reste tout de même le principal champ de bataille.
Le 29 avril 1522, les Français, qui tentaient une nouvelle fois de prendre le royaume de Naples, sont vaincus à la bataille de la Bicoque près de Milan et doivent abandonner le duché de Milan. Francesco Maria Sforza est installé sur le trône ducal.
En septembre 1523, Charles de Bourbon, connétable et premier officier du royaume, se révolte contre le roi et passe au service des Habsbourg. Dans le Midi, le maréchal de Lautrec, par une résistance héroïque, contraint les Espagnols à lever le siège de Bayonne.
En 1524, les troupes françaises doivent se retirer complètement de Lombardie et abandonnent même leurs pièces d'artillerie durant la retraite. Le chevalier Bayard meurt le 30 avril 1524, durant la retraite.
En juillet de la même année, les troupes espagnoles, commandées par Charles de Bourbon, envahissent la Provence. Elles ne parviennent toutefois pas à réussir le siège de Marseille et les Français font une contre-offensive, qui leur permet de repasser les Alpes en octobre. Milan est reprise le 26 octobre et les Espagnols se réfugient à Lodi et Pavie.
Pavie est assiégée durant trois mois et une armée impériale, commandée par Georges de Frundsberg, vient au secours des assiégés en février 1525. La bataille de Pavie, le 24 février, se solde par une véritable déroute française.

### Septième guerre d'Italie (1526-1529)
Batailles
- Rome
- Naples
- Landriano
- Florence
- Gavinana

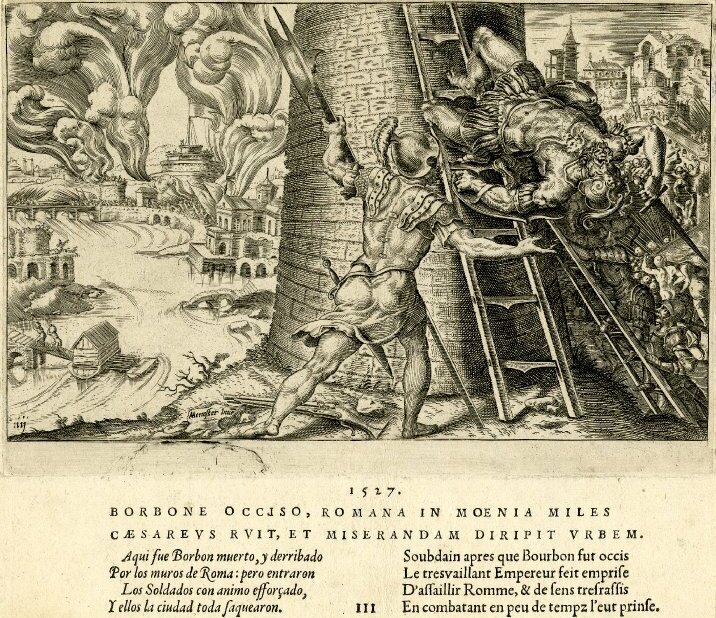
Représentation de la mort de Charles de Bourbon et du sac de Rome survenus en 1527.

Le 14 janvier 1526, François Ier avait signé le traité de Madrid selon lequel il devait renoncer à ses prétentions en Italie, céder la Bourgogne à l'Espagne, renoncer à sa souveraineté sur les Flandres et l'Artois et épouser Éléonore de Habsbourg, la sœur de Charles Quint. Mais à son retour en France après sa libération le 17 mars 1526, François Ier annule le traité et ne respecte par conséquent aucune des promesses qu'il avait faites pour être libéré.
Le 22 mai 1526, la France, la Papauté (en la personne de Clément VII), le duché de Milan, l'Angleterre, Venise et Florence forment la ligue de Cognac contre l'Empire.
Alors que l'armée impériale est affaiblie par les maladies et le manque d'argent pour payer la solde, le duc d'Urbino Francesco Maria della Rovere, qui commande les armées de la Ligue, ne peut se résoudre à attaquer Milan et attend les renforts.
En septembre 1526, à la suite de la défaite des Hongrois à Mohács contre Soliman le Magnifique et contraint par une partie de la noblesse romaine, Clément VII doit conclure une trêve avec l'empereur.
Au printemps 1527, Charles de Bourbon ne peut plus payer l'armée impériale, qui comprend entre autres 12 000 à 15 000 lansquenets conduits par Georg von Frundsberg : pour éviter une dislocation de son armée, il lui promet qu'elle pourra se payer sur les villes toscanes et pontificales.
Florence et Bologne parviennent à payer l'armée impériale pour qu'elle se détourne de leurs terres et l'armée se dirige alors vers Rome. Clément VII, convaincu qu'il pourra négocier, néglige les défenses de la ville.
Au matin du 6 mai 1527, en réaction à l'alliance de Clément VII avec François Ier contre lui, Charles de Bourbon ordonne à son armée de prendre d'assaut Rome, sans préparation d'artillerie ni siège. Bourbon est tué durant l'assaut, mais les soldats prennent la ville en quelques heures.
La ville est mise à sac durant plusieurs jours, les soldats pillant tout, lieux de culte et demeures des partisans de Charles Quint compris. Après trois semaines de siège, le château Saint-Ange, où s'étaient réfugiés le pape et les cardinaux, est pris. Le pape doit verser une rançon de 70 000 ducats d'or. Le retentissement du sac de Rome est immense dans toute la chrétienté et d'innombrables exégèses voient le jour.
L'armée impériale ne quittera la ville qu'en février 1528, se rendant enfin à Naples. Durant le sac de Rome, les armées françaises s'étaient rendues dans le royaume de Naples, avaient entrepris sa conquête et mis le siège devant Naples en avril 1528.
Les épidémies, la malaria et le changement de camp d'Andrea Doria, amiral génois, contraignent les Français à abandonner le royaume de Naples et ils subissent une dernière défaite en Lombardie.
Le 3 août 1529, la France et les Habsbourg signent la paix de Cambrai.

### Huitième guerre d'Italie (1535-1538)
Guerres d'Italie
Batailles
- Turin (1536)
- Milan (1536)
- Aix-en-Provence (1536)
- Corfou (1537)

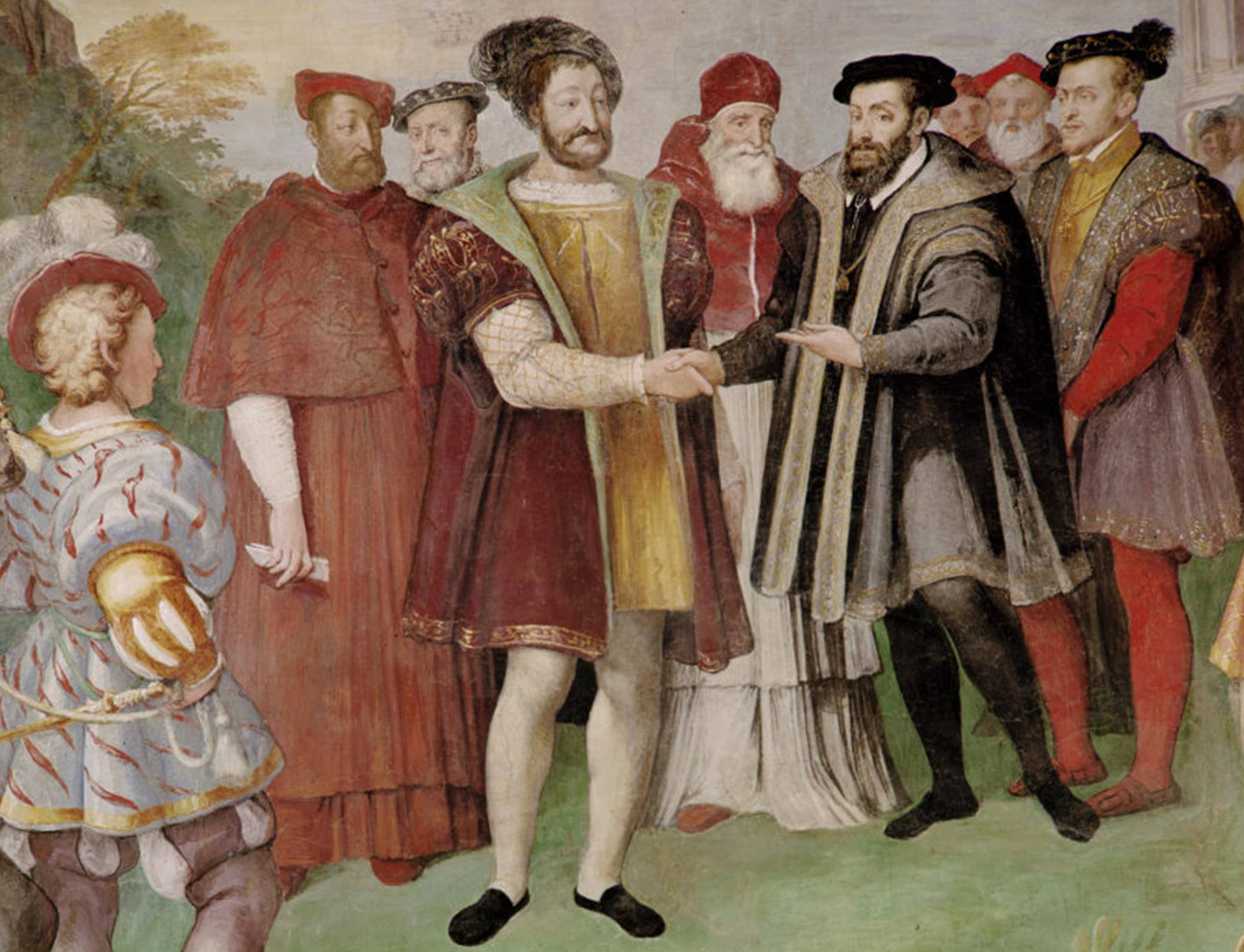
Sous l'égide du pape Paul III, la paix de Nice entre François Ier et Charles Quint met un terme à la huitième guerre d'Italie en 1538. Toile de Taddeo Zuccari, XVIe siècle.

Au début des années 1530, François Ier préfère soutenir les ennemis de l'Empereur, comme la ligue des princes protestants allemands (ligue de Smalkalde) ou l'Empire ottoman, avec lequel il fera plusieurs fois alliance.
Charles Quint, au contraire, se présente de plus en plus comme le défenseur de la foi. En juin 1535, il reprend quelques villes de la Tunisie et, une année plus tard, le 5 avril 1536, il fait une entrée triomphale à Rome, accueilli par le pape Paul III. L'empereur et le pape conviennent de l'organisation d'un concile pour ramener les princes protestants allemands dans le giron catholique.
François Ier n'en veut pas et avait profité de la mort du duc de Milan, le 1er novembre 1535, pour revendiquer l'héritage du duché. Au début de l'année 1536, 40 000 soldats français envahissent la Savoie et s'arrêtent à la frontière lombarde, François Ier espérant trouver une solution négociée. La Savoie et le Piémont resteront possession française jusqu'en 1559. En février, le roi de France parvient à signer un traité d'alliance avec le sultan ottoman.
Charles Quint envahit la Provence en juin 1536. L'armée française doit battre en retraite, mais Montmorency inaugure la politique de la terre brûlée. Une offensive des Impériaux en Picardie est arrêtée par les Français à Péronne. En septembre, les Espagnols doivent quitter la France sans avoir livré la moindre bataille.
Trêves éphémères et conflits se succèdent sans résultats, l'Italie devenant de moins en moins importante. Grâce à l'intervention du pape Paul III, élu en 1534 et partisan d'un rapprochement entre les deux souverains, le roi et l'empereur signent le 18 juin 1538 la paix de Nice et se réconcilient lors de l'entrevue d'Aigues-Mortes le 15 juillet 1538, promettant de s'unir face au danger protestant. Le pape pousse d'ailleurs les deux souverains à partir en croisade contre les Turcs.

### Neuvième guerre d'Italie (1542-1546)
Guerres d'Italie
Batailles
- Perpignan
- Muros
- Nice
- Cérisoles
- Serravalle
- Saint-Dizier
- Boulogne
- Solent

François Ier, allié aux Turcs, reprend les hostilités quatre ans plus tard en réaction à la violation des accords par Charles Quint qui a donné le Milanais à son fils, Philippe, en novembre 1540. François Ier envoie une armée commandée par le duc d'Orléans sur les Pays-Bas, une autre armée commandée par Du Bellay sur le Milanais et une autre armée commandée par le dauphin Henri sur le Roussillon. L'armée du nord (duc d'Orléans) comprend 20 000 lansquenets, 6 000 fantassins français, 500 gendarmes des compagnies d'ordonnance. Celle du Roussillon, commandée par le Dauphin, Montpezat et Annebault, réunit 40 000 fantassins français, 2 000 gendarmes et 2 000 chevau-légers. L'armée de Piémont (Du Bellay) a plus de 10 000 hommes. Les Français échouent sur tous les fronts en 1542. L'Angleterre s'engage dans le conflit au côté de Charles Quint si bien que la France fait jouer son alliance ancestrale avec l'Écosse. Jacques V d'Écosse est battu par les Anglais de Norfolk à Solway Moss le 24 novembre 1542.

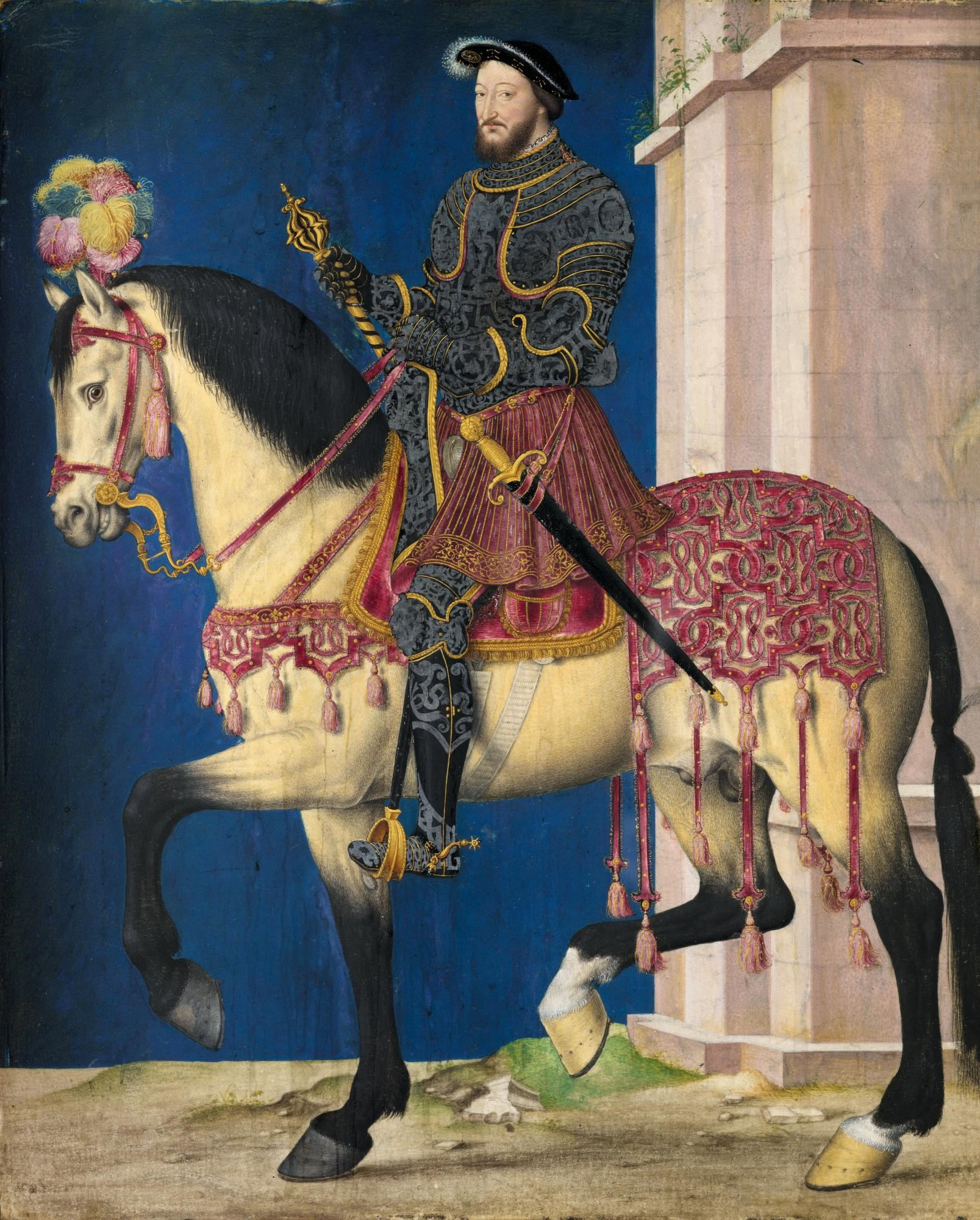
Portrait équestre de François Ier (roi de France), 1540, Paris, musée du Louvre.

En août 1543, les Français du comte d'Enghien font le siège de Nice, assistés par la flotte turque de Khayr ad-Din Barberousse. La ville se rend sauf la citadelle. Le comte d'Enghien poursuit l'offensive en direction de Milan et bat les Impériaux à la bataille de Cérisoles le 11 avril 1544. Cette victoire fait passer le Montferrat à la France. Tandis que la France connaît des succès au sud, elle doit affronter un important danger au nord. Henri VIII d'Angleterre et Charles Quint s'entendent pour une offensive conjointe au nord et à l'est de la France. Henri VIII lance une offensive à partir de Calais et vient assiéger Boulogne. Charles Quint lance une offensive en Champagne et menace Paris.
Le 18 septembre 1544, François Ier et Charles Quint signent la trêve de Crépy-en-Laonnois. François Ier conserve la Savoie et le Piémont mais doit renoncer à ses prétentions sur l'Artois, la Flandre, le Milanais et Naples. Charles Quint renonce à ses prétentions sur le duché de Bourgogne. Le troisième fils de François Ier, Charles d'Orléans, se voit fiancé avec Anne d'Autriche, nièce de l'empereur, avec le Milanais en dot.
La guerre se poursuit entre la France et l'Angleterre. Cette dernière doit essuyer plusieurs échecs contre les troupes écossaises et la flotte française. Le 7 juin 1546 est signé le traité d'Ardres entre François Ier et Henri VIII par lequel ce dernier restitue Boulogne à la France contre une rançon.

### Dixième guerre d'Italie (1552-1556)
Guerres d'Italie
Batailles
- Tripoli (9 août - 15 août 1551)
- Mirandola (en) (juillet 1551 - mars 1552)
- Ponza (5 août 1552)
- Metz (octobre 1552 - janvier 1553)
- Corse (1553 - 1559)
- Marciano (2 août 1554)
- Renty (12 août 1554)

Henri II se rapprocha donc des puissances qui pourraient contrebalancer celle de l'empereur. Le pape Paul III avait besoin de la France pour installer son ambitieuse famille. En mars 1547, le pontife avait décidé de transférer le concile de Trente à Bologne, avant de le suspendre en septembre 1549 : néanmoins, le travail sur la foi et la discipline était déjà largement ébauché. Henri II décida de gagner le Piémont, en août 1548, dont il s'estimait le légitime possesseur désormais : en effet, contrairement à ses engagements, son père François Ier n'avait pas rendu ce territoire de l'autre côté des Alpes. Les Piémontais réservèrent au roi un accueil chaleureux. De nouveaux accords furent aussi signés avec les Suisses.

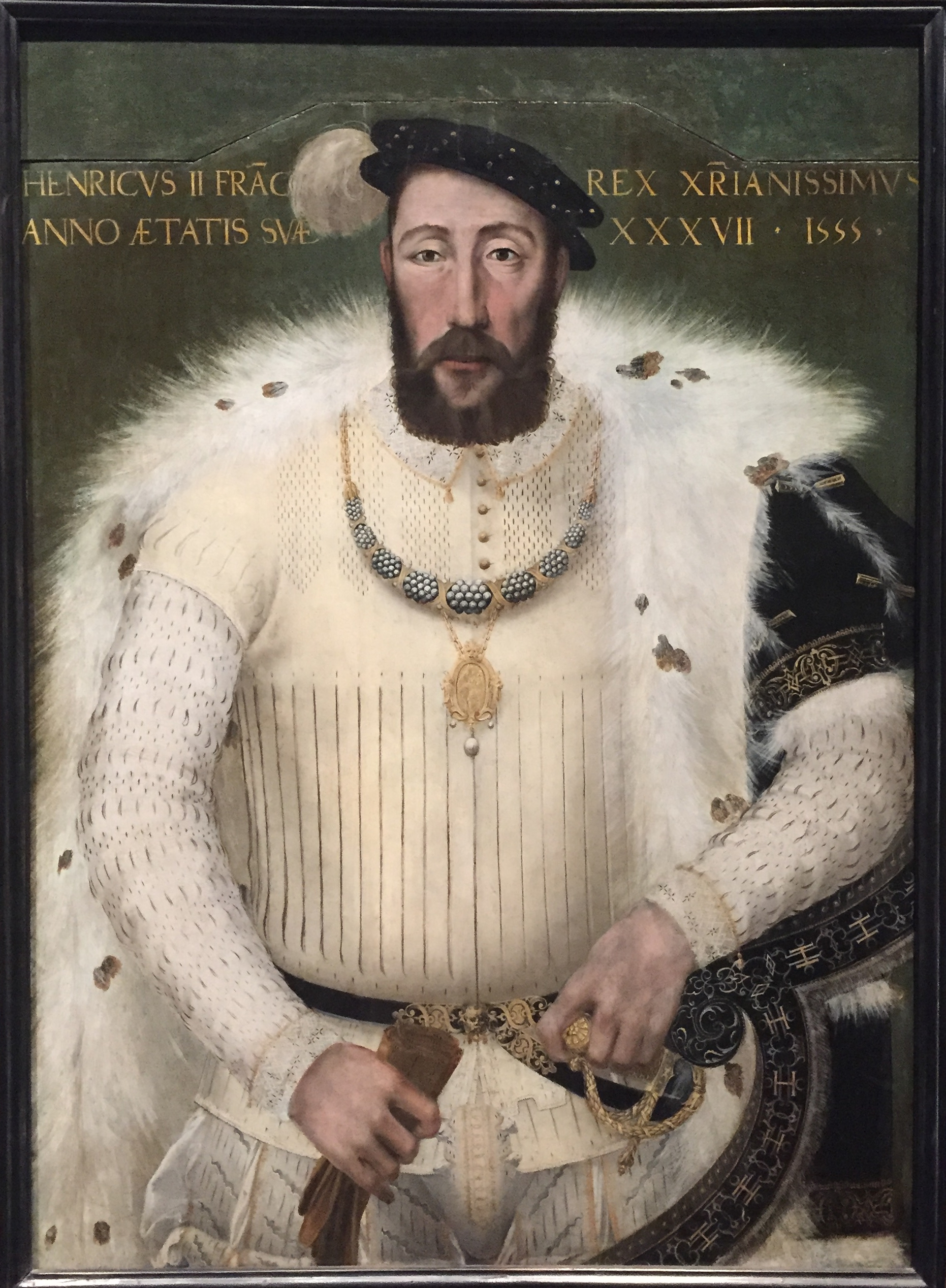
Portrait de Henri II (roi de France), huile sur toile anonyme, musée Crozatier au Puy-en-Velay, 1555.

Cependant, en 1550, le nouveau pape Jules III (1550-1555) était favorable à la cause impériale. Il avait convoqué de nouveau les évêques à Trente pour 1551, au grand mécontentement du roi de France qui se considérait très capable de reformer lui-même son Église. Le pape passa à l'offensive en menaçant la maison Farnèse, celle de son prédécesseur, qui était protégée de la France. Henri II avait aussi maintenu d'excellentes relations avec le sultan Soliman et il reçut de lui en 1551 l'aide d'une flotte. Finalement, le pape capitula devant les menaces françaises. La pression de la France et la menace des armées luthériennes qui s'approchaient de Trente conduisirent à une nouvelle suspension du concile. Ainsi, la politique d'Henri II avait tenu en échec le pape et l'empereur à la fois, et affirmé la présence et l'influence françaises dans le Saint-Empire et en Italie, tant par des opérations militaires que par des manœuvres diplomatiques.
Mais la situation internationale restait instable. En avril 1552, Henri II s'empare des Trois-Évêchés de Metz, Toul et Verdun dont il avait obtenu le vicariat par le traité de Chambord. En Italie, la ville de Sienne avait chassé sa garnison espagnole le 26 juillet 1552 et demandé l'intervention française. C'était pour la France l'occasion d'ouvrir un nouveau front : cette guerre de Sienne dura trois ans. En octobre, Charles Quint tente de reprendre les Trois-Évêchés et met le siège devant Metz, mais la ville, défendue par François de Guise, résiste et les Impériaux lèvent le siège en janvier 1553. En 1553, Français et Turcs, qui soutiennent les Corses révoltés contre les Génois, débarquent sur l'île. La même année, Charles Quint fait raser Thérouanne, en Artois, la ville étant tombée après avoir été assiégée.
En juin 1554, le connétable de Montmorency reprend le projet avorté d'une marche sur Bruxelles. Il dispose de 40 000 fantassins et de 1 200 cavaliers. Gaspard Ier de Coligny prend Dinant mais Montmorency, hésitant, évite un combat frontal. Il se replie devant l'armée impériale vers Cambrai, Calais, Boulogne et enfin Renty, petit village doté d'un solide château aux mains des troupes du Saint-Empire. Après un combat acharné, les Français, invaincus, abandonnent le siège faute de munitions.
La ville de Sienne, défendue par Monluc, dut finalement capituler le 17 avril 1555. L'Espagne cède Sienne à Florence mais conserve les présides toscans de Piombino et Orbetello. C'était pour la France la fin d'un rêve toscan.
L'empereur accepta la trêve de Vaucelles le 15 février 1556 : il laissait à Henri II la Savoie, le Piémont, Metz, Toul et Verdun, comme la Corse qui avait été conquise.

### Onzième guerre d'Italie (1557-1559)
Guerres d'Italie
Batailles
- Saint-Quentin (1557)
- Calais (1558)
- Thionville (1558)
- Gravelines (1558)

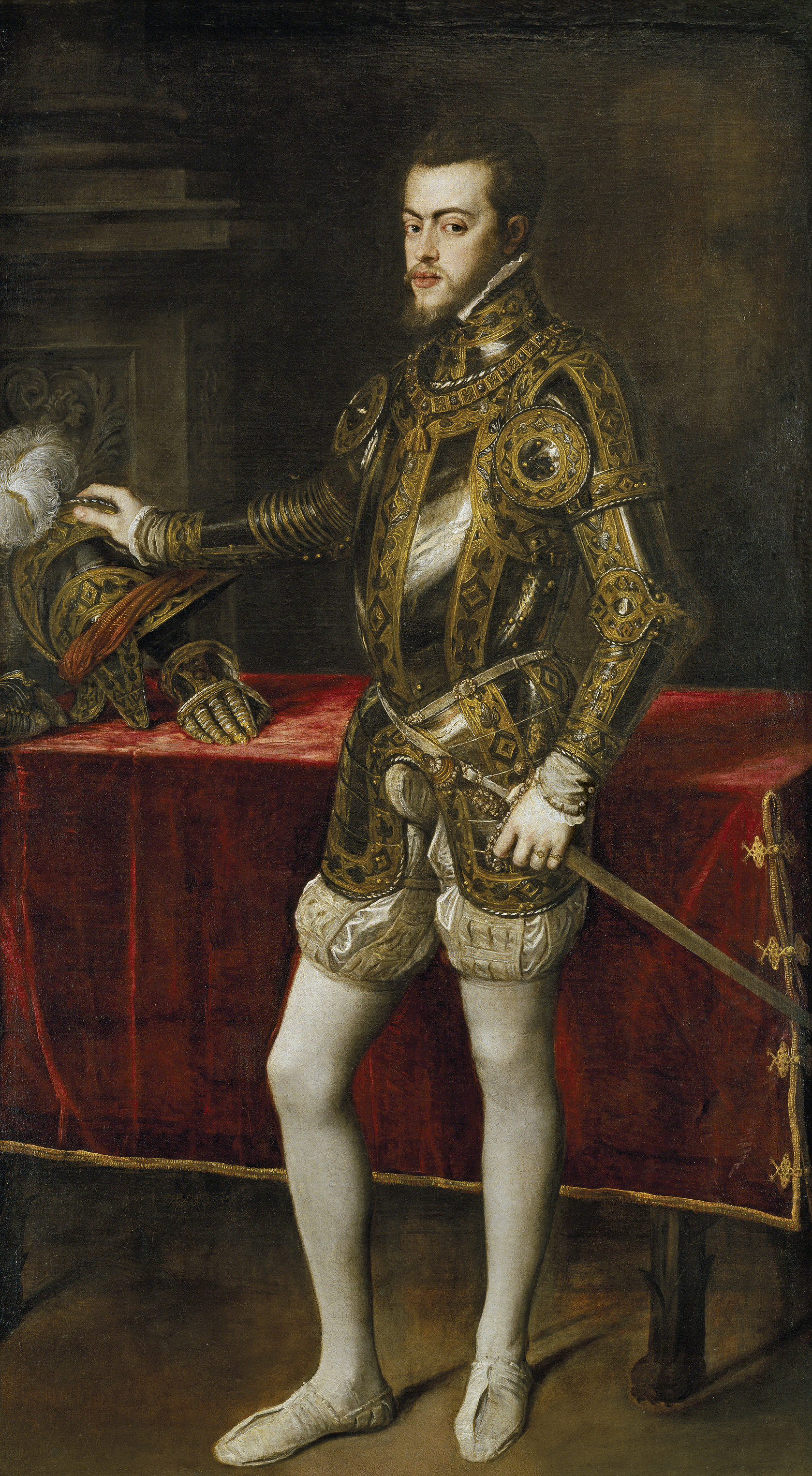
Portrait du roi Philippe II (roi d'Espagne), 1560.

La trêve de Vaucelles, si favorable à la France, fut rompue par les intrigues du pape Paul IV Carafa (1555-1559). C'était un Napolitain très hostile à l'occupation espagnole. Il souhaitait donc s'allier aux Français contre les Habsbourg mais sans vouloir rendre la France trop puissante en Italie. Le duc François de Guise arriva en Italie au début de 1557, mais cette expédition se révéla vaine, tant militairement que diplomatiquement. L'amiral de Coligny, gouverneur de Picardie, ouvrit les hostilités le 6 janvier 1557 en tentant de surprendre Douai avant d'attaquer et incendier Lens : Henri II chercha à gagner du temps en proposant de restituer le butin et les prisonniers mais Philippe II, qui menait de son côté des préparatifs de guerre, considéra cette attaque comme un casus belli.
En rompant la trêve, Henri II s'exposait à une reprise de la guerre du Nord le 31 janvier 1557. La reine Marie Tudor suivit son mari Philippe II dans l'affrontement. L'armée espagnole commandée par Emmanuel-Philibert de Savoie (1528-1580) trompa la vigilance des Français et parvint à assiéger Saint-Quentin qui était dégarnie de défenseurs. Coligny réussit à s'y glisser. Pour aider son neveu, le connétable de Montmorency prépara une vaste opération de secours qui échoua : l'armée fut décimée et le connétable prisonnier le 10 août 1557. Cette « journée de Saint-Laurent » était une victoire espagnole, autant psychologique que stratégique. Pour ouvrir la route de Paris, les Espagnols préférèrent obtenir la capitulation de Saint-Quentin : après une résistance farouche, Coligny dut se rendre. Il avait néanmoins retardé l'avance espagnole et empêché l'invasion. Le seul général qui restait à Henri II était François de Guise qu'il fit revenir d'Italie. Le pape fit, dès l'automne 1557, la paix avec l'Espagne, dont la présence en Italie était solide. Guise prit le 6 janvier 1558 par surprise Calais, anglais depuis 1347. La rivalité entre les Guise et les Montmorency s'aiguisait un peu plus. Pour continuer la guerre, Henri II décida de réunir à Paris en ce 6 janvier les états généraux, assemblée des notables. Pour aller plus vite, le clergé fut représenté par les évêques et les archevêques, la noblesse par les baillis et sénéchaux, le tiers état par les maires et échevins. La prise de Calais stimula les énergies.
Le roi se préoccupait de plus en plus de la situation religieuse du royaume. Philippe II voulait lui aussi lutter contre les progrès du protestantisme en Europe. La mort de Marie Tudor et l'avènement d'Élisabeth Ire le 17 novembre 1558 affaiblissaient la position espagnole d'autant plus qu'Élisabeth refusait Philippe II comme mari et rejoignait le protestantisme. Le 2 avril 1559, la France signait le traité avec l'Angleterre et le 3 avril celui avec l'Espagne et le duché de Savoie : c'est la paix du Cateau-Cambrésis. Les guerres de Religion commencent trois années après la fin des guerres d'Italie, et de nombreux hommes ayant fait leurs armes dans ces dernières y trouvent de nouvelles opportunités militaires et stratégiques.